# Angiotensine

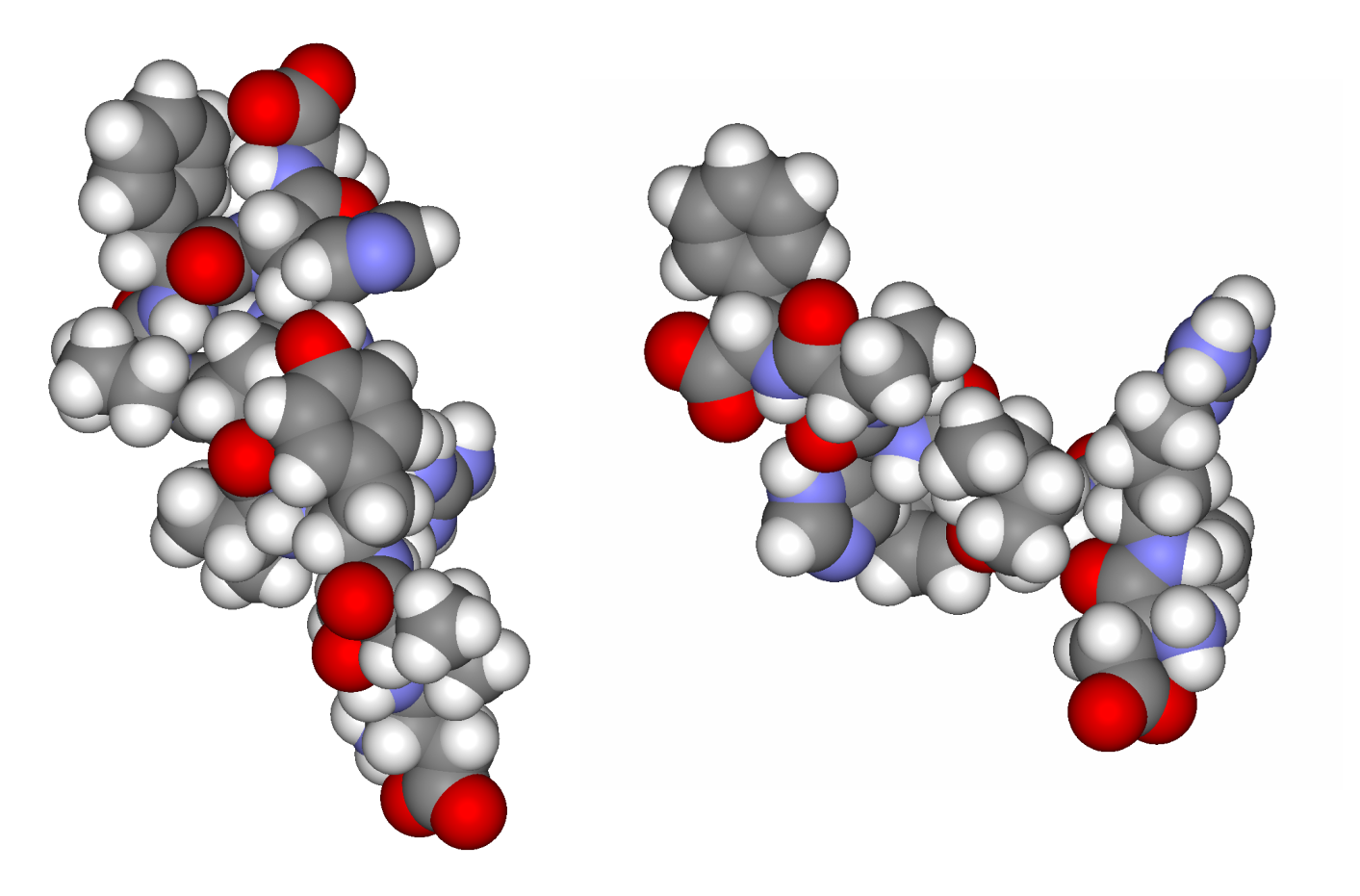
Angiotensin I und Angiotensin II (Kalottenmodelle)

Angiotensine, früher Angiotonine oder Hypertensine, sind eine zu den Gewebshormonen zählende Gruppe von Peptidhormonen, die durch enzymatische Spaltung durch verschiedene Peptidasen aus Angiotensinogen der Leber gebildet werden und durch eine verengende bzw. zusammenziehende Wirkung auf Blutgefäße den Blutdruck aufrechterhalten bzw. erhöhen können sowie Einfluss auf die Nebennieren (vermehrte Abgabe von Aldosteron) haben. Zu den Angiotensinen zählen:
| Name des Angiotensins             | Aminosäuresequenz | Aktivierende Peptidase |
| --------------------------------- | ----------------- | ---------------------- |
| Angiotensin I (Angiotensin 1-10)  | DRVYIHPFHL        | Renin                  |
| Angiotensin 1-9                   | DRVYIHPFH         | ACE2                   |
| Angiotensin II (Angiotensin 1-8)  | DRVYIHPF          | ACE                    |
| Angiotensin 1-7                   | DRVYIHP           | Neprilysin             |
| Angiotensin III (Angiotensin 2-8) | RVYIHPF           | unbekannt              |
| Angiotensin IV (Angiotensin 3-8)  | VYIHPF            | unbekannt              |

Zu den Medikamenten, die hier zur Senkung des Bluthochdrucks ansetzen, gehören vor allem die ACE-Hemmer und die AT1-Antagonisten.